# Butil nitrit
Butil nitrit (N-butil nitrit, 1-butil nitrit i butil estar azotaste kiseline) je alkil nitrit formiran od -butanola. Butil nitrit se koristi rekreativno za pojačavanje seksualnog zadovoljstva (engl. poppers).

## Chemistry
Butil nitrit se može pripremiti reakcijom azotaste kiseline (formirane in situ reakcijom metal nitrita sa mineralnom kiselinom) i n-butanola.
Butil nitrit je veoma zapaljiv.

## Primene
Butil nitrit je jedno od jedinjenja koje se koristi kao inhalaciona droga za indukovanje kratke euforije.